# Helenów Słupski
Helenów Słupski – wieś sołecka w Polsce położona w województwie mazowieckim, w powiecie gostynińskim, w gminie Szczawin Kościelny.
Wieś położona jest około 1 km na północ od rzeki Przysowa, dopływu Słudwi, przy drodze wojewódzkiej 573. Wieś jest typową rzędówką. Grunty na południe od drogi stanowią część składową Obszaru Chronionego Krajobrazu Dolina Przysowy, wchodzącego w skład programu Natura 2000.
Historia osadnictwa sięga przynajmniej VIII w. W 1331 r. przez wieś szlakiem z Żychlina w kierunku na Gostynin podążały wojska Władysława Łokietka, by ostatecznie stoczyć bitwę z Krzyżakami pod Płowcami.
W latach 1975–1998 miejscowość administracyjnie należała do województwa płockiego.
Wieś wchodzi w skład Parafii Wniebowzięcia Najświętszej Marii Panny w Suserzu.
W 1960 r. powstała jednostka Ochotniczej Straży Pożarnej, która działa do dziś, na wyposażeniu, której znajdują się: samochód ratowniczo - gaśniczy marki Star oraz samochód pożarniczy gaśniczy lekki Mercedes Sprinter. Dnia 02.05.2015 r., w 55. rocznicę założenia OSP, nastąpiło uroczyste poświęcenie i wręczenie sztandaru.
Sołtysem wsi przez 30 lat był Grzegorz Janicki